# Міліада
Міліада (дав.-гр. Μιλυάς) — назва області у південній Анатолії, розташованій між озерами Караголь і Кестель. У давнину Міліадою спочатку називали Лікію (до переселення до цього регіону лікійців), потім — край між Лікією и Памфілією. За елліністичних часів цю назву застосовували щодо східної частини Пісідії — між Термесом и Сагаласом. У III ст. до н. е. вона належала Селевкідам, а після поразки Антіоха III під Магнесією — Пергаму.